# Letňany
Le village de Letňany (en allemand: Letnian) a été fondé en 1307, et est devenue un quartier de Prague en 1968. Il fait partie du district administratif de Prague 9 depuis 2001, après avoir appartenu au district de l'administration locale de Prague 18, et dispose de sa propre zone cadastrale. C'est devenu l'un des quartiers les plus riches de Prague.
On y trouve un grand centre commercial, Obchodní centrum Letňany, d'une surface de plus de 125 000 m2.
Letňany a été un site important de l'industrie aéronautique tchèque, avec les firmes Avia et Letov, mais au fur et à mesure du déclin progressif de cette industrie, Letňany est devenu un quartier principalement résidentiel. Il y subsiste deux aérodromes : 
- Prague-Letňany, destiné à l'aviation d'affaires,
- et la base aérienne militaire de Prague-Kbely, avec son musée de l'aviation tchèque.